# Bermtoerisme

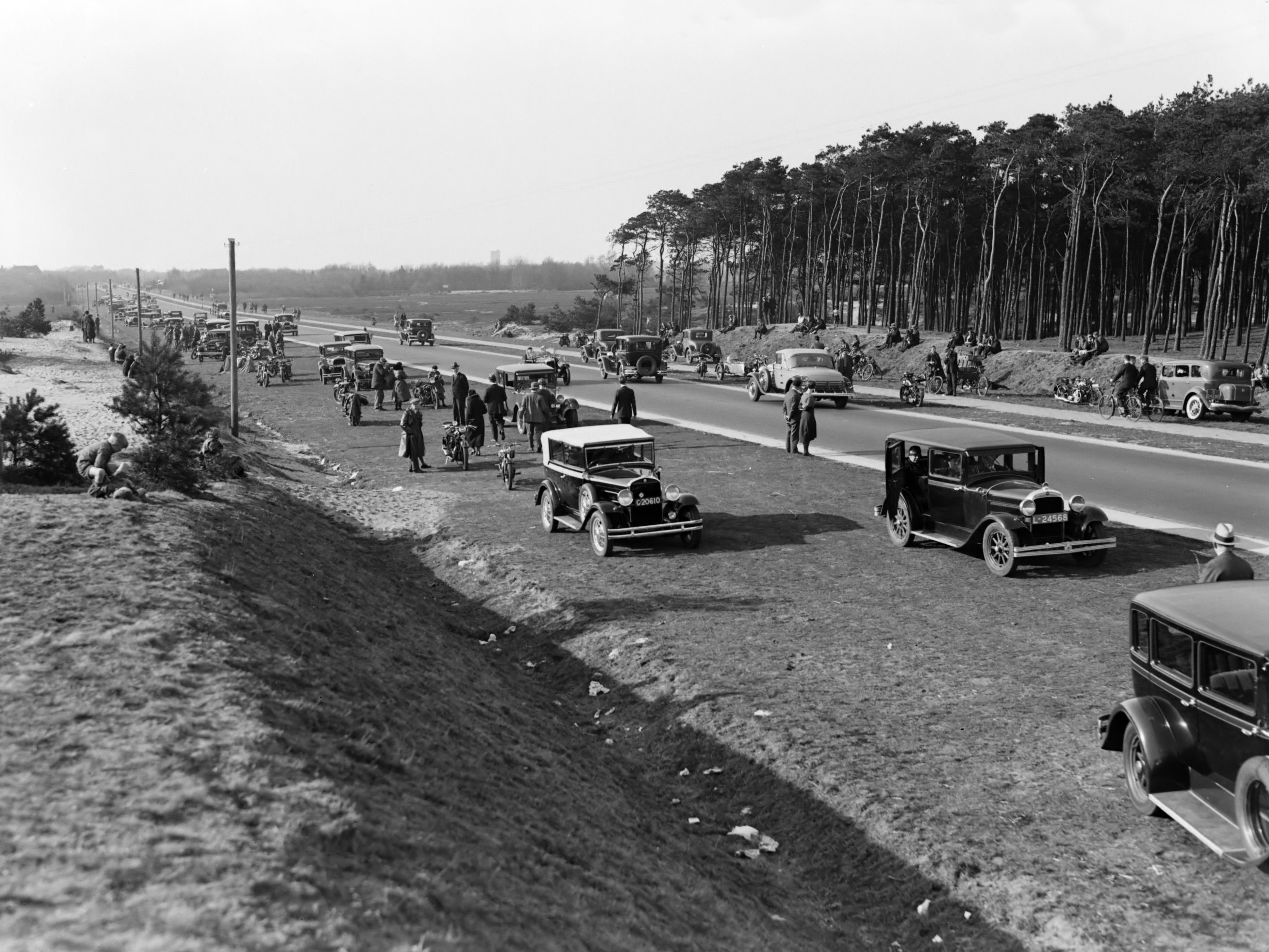
Bermtoerisme (1933)

Bermtoerisme of bermrecreatie was een fenomeen dat groeide met de toenemende automobiliteit vanaf vroeg in de 20ste eeuw en later na de Tweede Wereldoorlog. Mensen parkeerden hun auto, motor- of bromfiets langs de weg en gingen dan met het hele gezin picknicken in de berm en kijken naar het voorbijrijdende verkeer. Picknicklokaties op enige afstand van de weg waren meestal nog niet te vinden.
Enige tijd was bermtoerisme een opvallende tijdsbesteding in Nederland. Auto's waren nieuw en mensen vergaapten zich aan al dat nieuwe moois. Actualiteitenrubrieken besteedden herhaaldelijk aandacht aan dit nieuwe verschijnsel: mensen die vlak langs de hoofdweg hun klapstoeltje neerzetten om daar gezellig de dag door te brengen. Beelden van verkeersdrukte, geparkeerde auto's, picknickende families, slapende echtparen en grote hoeveelheden zwerfvuil in de berm werden getoond. Bermtoerisme verbaasde velen; waarom zochten die mensen niet een rustiger picknickplekje verder weg van de snelweg? De bermtoeristen vonden er zelf niets raars aan. Ze vertelden onderzoekers dat ze het juist gezellig vonden, al die drukte. Ze keken naar het langsrazende verkeer, dat gaf afleiding. De rust van het bos sprak ze helemaal niet aan. De berm, die was pas spannend. Na een tijdje was de nieuwigheid eraf: auto's en wegen werden al gauw gewoon. De berm is en blijft gevaarlijk en langs auto(snel)wegen werd bermtoerisme verboden.
Parkeerplaatsen met picknickplaatsen op enige afstand van autosnelwegen werden in de loop der jaren aangelegd om aan de vraag te voldoen.

## Oorsprong van het woord
Hoewel het fenomeen ouder is, komt het woord in 1958 voor in de Provinciale Drentsche en Asser Courant. Het wordt daarin het zogenaamde "berm"-toerisme genoemd, wat erop lijkt te duiden dat het destijds een vrij nieuw woord was.